# Cupidon mène la danse
Pour plus de détails, voir Fiche technique et Distribution.

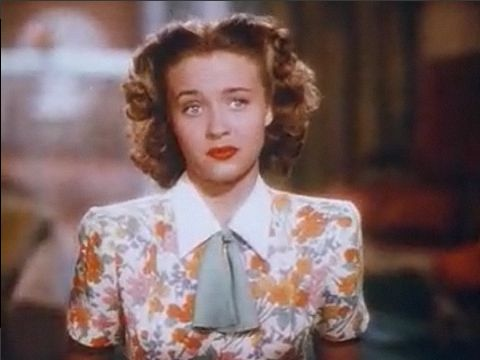
Jane Powell

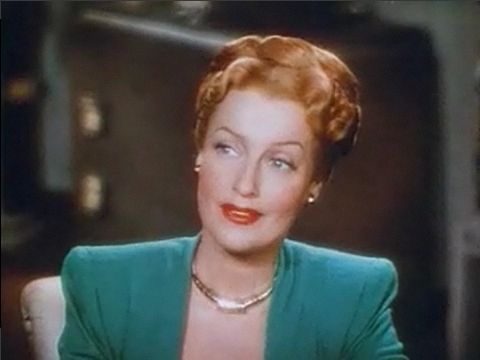
Jeanette MacDonald

Cupidon mène la danse (Three Daring Daughters) est un film musical américain en Technicolor réalisé par Fred M. Wilcox, sorti en 1948.

## Synopsis
C’est pour Tess le jour où l’on délivre les diplômes à l’École pour filles Miss Drakes. Pendant que la chorale exécute sa performance lors de la cérémonie, Tess remarque l’absence de sa mère divorcée, la superbe Louise Rayton Morgan. Louise, éditrice d’une publication de design moderne, est couchée évanouie dans le cabinet du docteur Cannon car elle est surmenée et stressée. À la maison, après la cérémonie de remise des diplômes, le Dr Cannon a un entretien avec les trois filles de Louise, Tess, Ilka et Alix. Il leur dit que leur mère a sérieusement besoin de vacances mais que la seule façon pour elle de se détendre est de partir sans ses filles. Celles-ci sont d'accord malgré la réticence de leur mère, qu’elles convainquent toutefois de partir et elles la voient s’en aller pour une croisière d’un mois à Cuba. De retour chez elles, elles discutent de leur mère, et croient que si elles réussissent à ramener leur père à la maison cela rendra à leur maman le bonheur et la santé. En réalité, Louise leur a caché la vérité au sujet de leur père. C’était en réalité un homme sans cœur, qui les a quittées en laissant Louise élever leurs filles toute seule. Les filles vont trouver le patron de leur père, Robert Nelson, pour savoir où est leur père et le ramener à la maison. Pendant ce temps, au cours de sa croisière cubaine, Louise, rencontre Jose Iturbi, célèbre pianiste et chef d'orchestre. Il est immédiatement conquis par Louise, mais elle joue serré car elle a sa vie devant elle. Lorsque Louise revient enfin à la maison, elle a un secret à dire à ses filles, mais celles-ci ont un secret elles aussi.

## Fiche technique
- Titre : Cupidon mène la danse
- Titre original : Three Daring Daughters
- Réalisation : Fred M. Wilcox
- Scénario : Albert Mannheimer, Frederick Kohner, Sonya Levien et John Meehan (en)
- Directeur de la photographie : Ray June
- Montage : Adrienne Fazan
- Musique : Lothar Perl, Herbert Stothart (non crédités)
- Direction artistique : E. Preston Ames et Cedric Gibbons
- Décorateur de plateau : Edwin B. Willis
- Costumes : Shirley Barker et Irene
- Producteur : Joe Pasternak
- Société de production : Metro-Goldwyn-Mayer
- Pays de production :  États-Unis
- Langue d'origine : anglais américain
- Genre : film musical, romance
- Format : couleur (Technicolor) — 35 mm — 1,37:1 — son : mono (Western Electric Sound System)
- Durée : 115 minutes
- Dates de sortie :
  - États-Unis : 12 février 1948 (New York)
  - États-Unis : 5 mars 1948 (sortie nationale)

## Distribution
- Jeanette MacDonald (VF : Hélène Tossy) : Louise Rayton Morgan
- José Iturbi (VF : Jean-Henri Chambois) : lui-même
- Jane Powell : Tess Morgan
- Edward Arnold (VF : Christian Argentin) : Robert Nelson
- Harry Davenport (VF : Jean Croué) : Dr. Cannon
- Moyna Macgill : Mme Smith
- Elinor Donahue : Alix Morgan
- Ann E. Todd (VF : Rolande Forest) : Ilka Morgan
- Tom Helmore (VF : Ulric Guttinguer) : Michael Pemberton
- Kathryn Card : Jonesy
- Dick Simmons (VF : Georges Hubert) : M. Hollow, secrétaire de Nelson
- Larry Adler : lui-même
- Amparo Iturbi : elle-même
- Ian Wolfe : Martin